# Mario Perazzolo
Mario Perazzolo est un footballeur international puis entraîneur italien, né le 7 juin 1911 à Padoue et mort le 3 août 2001 dans la même ville, .

## Carrière
Perazzolo évolue durant toute sa carrière en Italie. Il fait partie du groupe italien vainqueur de la Coupe du monde de football de 1938. Il ne joue cependant aucun match. Il est ensuite entraîneur de football.
Il meurt le 3 août 2001 à Padoue, à l'âge de 90 ans.

## Palmarès
- Vainqueur de la Coupe du monde de football de 1938 avec l'équipe d'Italie de football
- Vainqueur de la Coupe d'Italie de football en 1937 avec le Genoa CFC.